# Scotopteryx aelptes
Scotopteryx aelptes är en fjärilsart som beskrevs av Louis Beethoven Prout 1937. Scotopteryx aelptes ingår i släktet backmätare, och familjen mätare. Inga underarter finns listade.